# نادي تامبينس روفرز
نادي تامبينس روفرز لكرة القدم هو نادي كرة قدم احترافي مقره يقع في تامبينس، سنغافورة. يلعب النادي في الدوري السنغافوري. وقد تأسس في عام 1945. فاز الفريق ببطولة الدوري الوطني خمس مرات، وكأس سنغافورة 3 مرات أما بطولة آسيان لكرة القدم للأندية مرة واحدة. الملعب الرسمي للنادي هو ملعب تامبينس.

## وصلات خارجية
- الموقع الرسمي للنادي